# Melychiopharis komischetier
Espèce
Melychiopharis komischetier est une espèce d'araignées aranéomorphes de la famille des Araneidae.

## Distribution
Cette espèce est endémique d'Équateur. Elle se rencontre dans les provinces de Napo et d'Orellana.

## Description
Le mâle holotype mesure 2,35 mm et la femelle paratype 2,53 mm.

## Systématique et taxinomie
Cette espèce a été décrite par Dupérré et Tapia en 2024.

## Publication originale
- Dupérré, Tapia, Marusik & Eskov, 2024 : « Three new species of Melychiopharis (Araneae, Araneidae) from Ecuador and Peru. » Zootaxa, no 5555(1), p. 75-90.